# Cucumis hirsutus
Cucumis hirsutus är en gurkväxtart som beskrevs av Otto Wilhelm Sonder. Cucumis hirsutus ingår i släktet gurkor, och familjen gurkväxter. Inga underarter finns listade i Catalogue of Life.